# 京都府道404号亀岡停車場追分線
京都府道404号亀岡停車場追分線（きょうとふどう404ごう かめおかていしゃじょうおいわけせん）は、京都府亀岡市を通る一般府道である。

## 概要
JR西日本山陰本線 亀岡駅から亀岡市追分町に至る。その距離わずかに0.2 km程である。

### 路線データ
- 起点：亀岡市追分町（JR西日本山陰本線 亀岡駅前、京都府道403号亀岡停車場線・亀岡市道亀岡停車場三宅線起点、亀岡市道並河亀岡停車場線終点）
- 終点：亀岡市追分町（追分町交差点、京都府道25号亀岡園部線交点）
- 総延長：0.2 km

## 地理

### 通過する自治体
- 京都府
  - 亀岡市

### 交差する道路
| 交差する道路 | 交差する場所 | 交差する場所        |
| --- | ------------ | ------------------- |
| 京都府道403号亀岡停車場線 亀岡市道亀岡停車場三宅線 / クニッテルフェルト通り 亀岡市道並河亀岡停車場線 / クニッテルフェルト通り | 追分町       | 起点                |
| 京都府道25号亀岡園部線 | 追分町       | 追分町交差点 / 終点 |

### 沿線
- JR西日本山陰本線 亀岡駅
- 亀岡郵便局
- イオン亀岡店